# Клубок (фильм)
«Клубок» — кинофильм.

## Сюжет
Главный герой — молодой человек приятной наружности. Его мать работает прислугой в богатом доме, хозяин которого очень много работает, а его жена скучает дома. Главный герой влюбляется в хозяйку дома несмотря на предупреждения матери. Но красавица-хозяйка жестока с молодым человеком.

## В ролях
- Барбара Каррера — Джулия
- Луиза Флетчер — Мэгги
- Дэвид Уорнер — Джейсон
- Джейми Лунер — Минди
- Мик Мюррей — Дэнни
- Кэйн Девор — Кёртис
- Энди Романо
- Том Палмер
- Уильям Дж. Шиллинг — капитан Ли
- Эбрахам Альварес

## Съёмочная группа
- Автор сценария:Питер Фолди
- Оператор: Курт Браббе
- Композитор: Том Ховард
- Продюсер: Кэтрин Кэсс
Жаклин Жиро
- Режиссёр: Питер Фолди